# Faisal Al-Masrahi
Faisal Al-Masrahi, né le 24 janvier 1993 en Arabie saoudite, est un footballeur saoudien. Il évolue au poste de gardien de but avec le club d'Al-Qadisiyah FC.

## Palmarès
- Champion d'Arabie saoudite de D2 en 2015 avec Al-Qadisiyah